# Michail Konstantinowitsch Trojanowski

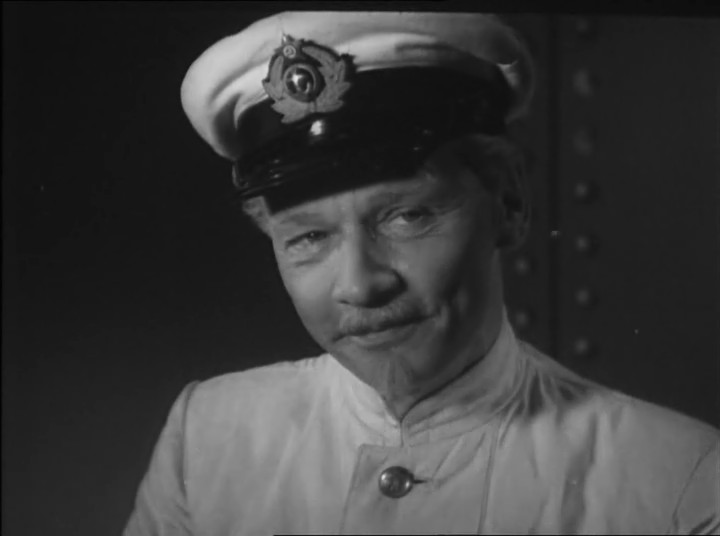
Michail Trojanowski in Gibel Orla (1940)

Michail Konstantinowitsch Trojanowski (russisch Михаил Константиинович Трояновский; * 7. November 1889 in Glasowo, Gouvernement Smolensk, Russisches Kaiserreich; † 4. Dezember 1964 in Moskau) war ein sowjetischer Schauspieler.

## Erste Lebensjahre
Michail Trojanowski wurde als Sohn des öffentlichen Angestellten Konstantin Iwanowitsch Trojanowski geboren. Er besuchte von 1901 bis 1908 das Gymnasium von Smolensk, wo er nach seiner Schulzeit in einer Apotheke arbeitete. 1911 erlangte er an der Universität Charkiw das entsprechende Examen. 1915 besuchte Trojanowski einen improvisierten Kurs an der Universität Moskau und wurde im Jahr darauf zum Kriegsdienst eingezogen, im Rahmen dessen er in einem Lazarett arbeitete. Das Universitätsstudium konnte er fortsetzen, ein Abschluss war aber aufgrund des Krieges nicht möglich. 1917 wurde Trojanowski an die Westfront (im mitteleuropäischen Sprachgebrauch: Ostfront) beordert, wo er der 2. Sibirischen Schützendivision angehörte. Nach Kriegsende ging Trojanowski zunächst nach Minsk und schloss sich der dortigen Abteilung der Roten Armee an. Nach der Demobilisierung 1919 trat er in den Nationalen Apothekerverband Westrusslands ein und arbeitete ab 1920 als Apotheker in Minsk, wechselte aber schon im darauf folgenden Jahr nach Dorogobusch. Ab 1922 war Trojanowski bei der medizinischen Abteilung der Weißrussisch-Baltischen Eisenbahn beschäftigt, gab diese Stelle aber 1934 zugunsten seiner professionellen Schauspiellaufbahn auf.

## Schauspiellaufbahn und Ehrungen
Trojanowski hatte sich schon gegen Ende seiner Schulzeit für das Theater interessiert, konnte diese Leidenschaft aber erst ab 1922 verwirklichen. Von 1923 an wirkte er als Darsteller an mehreren Moskauer Bühnen, ehe er 1934 vom Theater Semperante engagiert wurde. Von 1939 bis 1945 arbeitete er für das Filmstudio Sojusdjetfilm und danach 12 Jahre für das Moskauer Staatliche Theater der Filmschauspieler.
Sein Filmdebüt feierte Trojanowski 1937 in Тайга золотая (Taiga solotaja), ein Jahr später folgten mit Auftritten in В людях (W ljudjach), wo er erstmals als Hauptdarsteller zu sehen war, und Gorkis Kindheit bereits wichtige Rollen. Nachdem er in Letzterem Maxim Gorkis Großvater verkörpert hatte, spielte er mit Leonti Dubelt in Gesprengte Fesseln eine weitere historische Persönlichkeit. In Sergei Jutkewitschs Othello-Verfilmung Der Mohr von Venedig mimte der den Dogen. Trojanowski war auch an mehreren Märchenfilmen beteiligt, u. a. an Alexander Ptuschkos preisgekrönter Arbeit Die steinerne Blume und Alexander Rous Frühwerk Das Wunderpferdchen. Seine Filmografie umfasst 83 Werke, die letzten Filme erschienen posthum.
1944 wurde ihm für seine Dienste in beiden Weltkriegen der Leninorden verliehen, 1958 erhielt er außerdem den Titel Verdienter Künstler der RSFSR. Trojanowski starb 75-jährig und wurde auf dem Donskoi-Friedhof beigesetzt.

## Filmografie (Auswahl)
- 1936: Gorkis Kindheit (Djetstwo Gorkowo)
- 1941: Das Wunderpferdchen (Konjok-Gorbunok)
- 1943: Das Duell (Lermontow)
- 1945: Die Unbeugsamen (Nepokorjonnye)
- 1946: Die steinerne Blume (Kamenny zwetok)
- 1947: Frühling (Wesna)
- 1948: Die russische Frage (Russki wopros)
- 1951: Gesprengte Fesseln (Taras Schewtschenko)
- 1953: Sadkos Abenteuer (Sadko)
- 1953: Das Frühstück beim Anführer (Sawtrak u predwoditelja)
- 1955: Gefährliche Pfade (Opasnyje tropy)
- 1956: Mein Freund der Matrose (Matros Tschischik)
- 1956: Der Mohr von Venedig (Otello)
- 1957: Wettlauf mit dem Tod (Ognennye wjorsty)
- 1958: Erzählungen über Lenin (Rasskasy o Lenine)
- 1958: In den Tag des Oktober (W dni oktjabrja)
- 1959: Das gestohlene Glück (Sampo)
- 1961: Die Nacht vor Weihnachten (Wetschera na chutore blus Dukanki)
- 1962: Das Haus in den sieben Winden (Na semi wetrach)
- 1967: Bela – Tragik einer Liebe (Geroi naschego wremeni)